# Saulkrasti
Saulkrasti är en stad i Lettland. Saulkrasti ligger vid Rigabukten och namnet betyder "Solkusterna". Sitt nuvarande namn har orten sedan 1933, när byarna vid Rigabukten sammanfogades till en enda kommunal struktur. Sedan 1991 har det varit en egen stad. 2010 hade Saulkrasti 3 299 invånare.
Staden är känd för sin naturskönhet och har fina badstränder. Sedan 1997 arrangeras varje år festivalen Saulkrasti Jazz Festival på orten.

## Vänorter
- Gnesta, Sverige